# Thalia (Texas)
Thalia  è una comunità non incorporata nella contea di Foard, nel nord dello stato del Texas. Deve il proprio nome alla città descritta in un certo numero di romanzi di Larry McMurtry, compresa la sua prima opera Hud il selvaggio (Horseman, Pass By) del 1961. Thalia venne considerata costruita sul modello della sua città di riferimento, Archer City, distante circa 60 miglia.

## Storia
Thalia fu fondata nella Contea di Hardeman e fu chiamata in origine "Paradise", ma questa denominazione fu respinta dal Servizio postale degli Stati Uniti, così le fu dato il nome di Thalia, dall'omonima ninfa, con il significato di fiorente, lussureggiante.
Il terreno su cui sorge fu donato da William W. Pigg. Ufficio postale e scuola furono aperti nel 1890. Quando, nel 1891, fu creata la contea di Foard, Thalia si trovava ai confini della nuova contea. Essa fu incorporata nel 1926 con una popolazione di 50 abitanti, la scuola media superiore fu aperta nel 1930.
L'economia di Thalia trasse beneficio dal boom del petrolio nel Texas degli anni venti ma successivamente patì della siccità, della Grande depressione e della caduta della produzione petrolifera. La scuola media superiore fu chiusa nel 1943 e l'ufficio postale nel 1960. La popolazione nel 1980 era di 104 abitanti, mentre nel 1950 ne contava 180, e dieci anni dopo era ancora rimasta a 104.

## Film e romanzi
In aggiunta a Horseman, Pass By, i romanzi di Larry McMurtry: Leaving Cheyenne, del 1963, L'ultimo spettacolo ([The Last Picture Show) del 1966, Texasville del 1987, Duane's Depressed del 1999 e When the Light Goes del 2007, sono ambientati a Thalia o nei suoi dintorni. Il film Hud il selvaggio, adattamento cinematografico del romanzo Horseman, Pass By, fu spostato dal Texas del nord al Texas Panhandle. Gli adattamenti cinematografici di The Last Picture Show e Texasville ebbero luogo in una città fantasma del Texas, Anarene.